# Batalla del Eléporo
La batalla del Eléporo tuvo lugar en el 389 a. C. que se desarrolló en el río Stilaro (Calabria), entre las fuerzas de Dionisio el Viejo de Siracusa y el ejército de la Liga Italiota. El ejército siracusano triunfó, y Dionisio adquirió el control de la Italia meridional.